# Bob Benny
Bob Benny, född 18 maj 1926 i Sint-Niklaas, död 29 mars 2011, var en belgisk sångare. Han har representerat Belgien två gånger i Eurovision Song Contest. 1959 med "Hou toch van mij" (6:e plats) och 1961 med "September, gouden ross" (15:e plats).